# Navarzato
Navarzato es un lugar del municipio español de Roncal, perteneciente a la Comunidad Foral de Navarra.

## Toponimia
El lugar puede aparecer referido como «Navarzato» y «Navarzatu».

## Historia
Hacia mediados del siglo XIX, el lugar figuraba referido como un caserío ya perteneciente a Roncal. Aparece descrito en el duodécimo volumen del Diccionario geográfico-estadístico-histórico de España y sus posesiones de Ultramar de Pascual Madoz con las siguientes palabras:

NAVARZATO: cas. del valle y en térm. de la v. de Roncal (una hora), prov. de Navarra, part. jud. de Aoiz: sit. al E. del valle, á la falda de una gran sierra titualda Bichimalóa. clima, muy frio. tiene igl. parr. dedicada á San Sebastian y servida por un abad. El terreno es de regular calidad. prod.: trigo, cebada, avena, centeno, legumbres y hortalizas: hay caza de perdices, liebres y zorros, no faltando tampoco corzos y lobos. Por tradicion se sabe que en tiempos antiguos hubo algunas casas mas, que formaban un pequeño pueblo, cuyos vestigios aun se encuentran.
(Madoz, 1849, p. 67)

## Patrimonio
Hay en el lugar una ermita de San Sebastián.